# Rüdiger Oppers
Rüdiger Oppers (* 15. Oktober 1960 in Duisburg) ist ein deutscher Journalist. Von 2007 bis 2013 war er Chefredakteur der Neue Ruhr / Neue Rhein Zeitung (NRZ).

## Leben
Rüdiger Oppers ist Sohn des Bauingenieurs und späteren Stadtdirektors von Moers Heinz Oppers und dessen Frau Johanna, geborene Krumm. Er begann seine journalistische Laufbahn 1977 als freier Mitarbeiter der Gemeinschaftsredaktion der Neuen Rhein Zeitung und der Westdeutschen Allgemeinen Zeitung in Moers. Nach dem Ende der Mitarbeit begann er 1983, als Regionalkorrespondent für den WDR in Duisburg zu arbeiten. 1984 wurde er Redakteur im Landesstudio Düsseldorf und unter anderem Moderator der Aktuellen Stunde.
1998 rückte er zum WDR-Unternehmenssprecher auf. In den Jahren 2001 und 2002 fungierte er zudem als Sprecher der ARD.
Zum 1. März 2007 wechselte Oppers zur WAZ-Mediengruppe – zunächst als Stellvertretender Chefredakteur der Neuen Ruhr / Neuen Rhein Zeitung. Am 1. Dezember des gleichen Jahres übernahm er das Amt des Chefredakteurs von Richard Kiessler. Nachdem die WAZ-Mediengruppe am 1. Juli 2008 das Kevelaerer Blatt übernommen hatte, wurde Oppers auch Chefredakteur dieser 1879 gegründeten lokalen Zeitung am Niederrhein.
Seit dem 10. Oktober 2008 war Rüdiger Oppers in seiner Funktion als Beauftragter der Geschäftsführung für Fernsehen auch für nationale und internationale TV-Projekte und TV-Beteiligungen der WAZ-Mediengruppe zuständig. Er war Geschäftsführer des Düsseldorfer Landessenders NRW.TV und Aufsichtsratsvorsitzender des nationalen albanischen Senders Vizion+.
Zum 1. Januar 2014 wurde Oppers zum Bevollmächtigten des Vorstandes und zum Leiter der Abteilung „Public Affairs“ der Evonik Industries AG bestellt. Vom 1. Dezember 2014 bis zum 30. April 2016 leitete Rüdiger Oppers den Zentralbereich Kommunikation des Spezialchemieunternehmens.
Oppers ist verheiratet und hat eine Tochter.

## Engagement
Ehrenamtlich engagiert sich Rüdiger Oppers als Vorstandsmitglied der Gesellschaft von Freunden des Deutschen Zentrums für Luft- und Raumfahrt (GvF), die als gemeinnützige Einrichtung unter anderem jungen, begabten Wissenschaftlern eine wissenschaftliche Förderung zukommen lassen will.
Oppers ist auch als Kanzler des Großpriorats Europa im ökumenischen „Lazarus-Orden“ im Rang eines Ritter Kommandeur aktiv. Dieser engagiert sich in der weltweiten humanitären Hilfe. und betreibt mit dem Lazarus-Hilfswerk stationäre Pflegeeinrichtungen und Sozialstationen mit ambulanter häuslicher Krankenpflege. Außerdem sitzt Oppers im Vorstand des Förderkreises Behindertensport des Deutschen Behindertensportverbandes. Der Förderkreis Behindertensport e.V. wurde im Jahr 1997 gegründet und hat es sich zur Aufgabe gemacht, Sportler mit Behinderung zu unterstützen.
Zudem ist Oppers Mitglied des Kuratoriums der Gesellschaft zur Bekämpfung der Krebserkrankungen. Die Krebsgesellschaft Nordrhein-Westfalen e.V. setzt sich seit mehr als 50 Jahren für die Verbesserung der Versorgung krebskranker Menschen ein.
Rüdiger Oppers war zudem in der Freimaurerei aktiv. Mit Beginn seiner Tätigkeit als Chefredakteur der Neue Ruhr / Neue Rhein Zeitung (NRZ) ist er aber zum 1. Dezember 2007 von seinen Ämtern zurückgetreten.
Bis zu seinem Dienstantritt als NRZ-Chefredakteur im Jahr 2008 war Oppers Vorstandsvorsitzender des Initiativkreises Moers. In verschiedenen Arbeitsgruppen entwickeln und begleiten die Mitglieder des Initiativkreises zum Beispiel stadtgestalterische Ideen und Prozesse. Im Juni 2008 übergab Rüdiger Oppers den Vorsitz nach drei Amtsperioden an seine Nachfolgerin.
Rüdiger Oppers ist zweiter Vorsitzender des Vereins „Klartext für Kinder“. Seit dem 1. Januar 2011 ist NRW-Ministerpräsidentin Hannelore Kraft neue Schirmherrin des Vereins, der ausschließlich karitative und gemeinnützige Zwecke verfolgt. Ziel ist die sozialpädagogische und wirtschaftliche Unterstützung hilfsbedürftiger Jugendlicher und Kinder. Klartext für Kinder e.V. unterstützt dabei individuell. Es geht um Kinder und Jugendliche, die in Armut leben bzw. deren Familien nicht in der Lage sind, sie wirtschaftlich oder sozial angemessen zu fördern.
Rüdiger Oppers ist Mitglied im Bonner Medien Club. Der Club initiiert unter anderem Ausstellungen und verleiht seit 2000 jährlich den „Bröckemännche Preis“ an Persönlichkeiten, die sich durch nonkonformistisches, mutiges Verhalten einen Namen in der Bonner Region gemacht haben.
Im Jahr 2008 wurde Oppers vom FDP-Bezirksverband Niederrhein als „Ritter der spitzen Feder“ geehrt. Laudator Guido Westerwelle bezeichnete ihn bei dieser Gelegenheit als „schönsten Journalisten Deutschlands“.
Rüdiger Oppers ist Mitglied in der Deutschen Gesellschaft für Auswärtige Politik e.V. (DGAP), eine der großen deutschen Mittlerorganisationen für Fragen der internationalen Politik und der Außen- und Sicherheitspolitik mit Sitz in Berlin.
Im November 2010 wurde Rüdiger Oppers von den Karnevalisten in Mülheim an der Ruhr die Spitze Feder für seine besonderen Verdienste um das freie und offene Wort verliehen.
Im Mai 2011 wurde Rüdiger Oppers zum Vorsitzenden des Bauvereins für die Stadtkirche Moers gewählt.
Im Januar 2012 wurde Oppers „für seinen Einsatz in Kirche, Gesellschaft und Medien“ mit dem päpstlichen Gregoriusorden geehrt.
Im März 2012 hat Rüdiger Oppers für sein beispielhaftes soziales Engagement das Bundesverdienstkreuz am Bande bekommen.